# Stanislav Galimov
Stanislav Galimov, född 12 februari 1988 i Tjeljabinsk, är en rysk ishockeymålvakt som för närvarande spelar för Ak Bars Kazan i KHL. Galimov började sin karriär i moderklubben Traktor Tjeljabinsk.